# ØMI LIVE TOUR 2022 "ANSWER..."
『ØMI LIVE TOUR 2022 "ANSWER..."』（オミ ライブ ツアー にせんにじゅうに アンサー）は、ØMIのライブ・ビデオである。2022年7月13日にCDL entertainment / LDH Recordsから発売された。

## 概要
2022年2月から4月にかけて9都市全17公演開催されたソロアリーナツアー『ØMI LIVE TOUR 2022 "ANSWER..."』が映像化。
受注生産限定盤にはライブ本編と本ツアーのドキュメント映像+TRAILER+MC DIGESTを収録。
通常盤のBlu-ray、DVDにはそれぞれ本編のみを収録。
両形態のBlu-ray本編映像では通常の2chサウンドに加え、ドルビーアトモスを採用。

## 収録内容

### 受注生産限定盤 DISC-1(Blu-ray)

#### ØMI LIVE TOUR 2022 "ANSWER..." 本編
- ANSWER... SHADOW
- Can You See The Light
- Nobody Knows
- NAKED LOVE
- OVERDOSE
- BLUE SAPPHIRE
- Give up
- Colorblind
- SHINE
- You (Prod. SUGA of BTS)
- Starlight
- HEY
- Just the way you are
- After the rain
- UNDER THE MOONLIGHT
- CHAIN BREAKER
- HEART of GOLD

#### ドキュメント映像
- ØMI LIVE TOUR 2022 "ANSWER..." DOCUMENT

#### 特典映像
- ØMI LIVE TOUR 2022 "ANSWER..." TRAILER
- MC DIGEST

### 受注生産限定盤 DISC-2(DVD)
＜受注生産限定盤のBlu-ray収録内容と共通＞
- ØMI LIVE TOUR 2022 "ANSWER..." 本編

### 受注生産限定盤 DISC-3(DVD)
＜受注生産限定盤のBlu-ray収録内容と共通＞
- ØMI LIVE TOUR 2022 "ANSWER..." 本編
- ØMI LIVE TOUR 2022 “ANSWER…” DOCUMENT
- ØMI LIVE TOUR 2022 "ANSWER..." TRAILER
- MC DIGEST

### 通常盤 (Blu-ray/DVD)
ØMI LIVE TOUR 2022 "ANSWER..." 本編